# Clytia multidentata
Clytia multidentata is een hydroïdpoliep uit de familie Campanulariidae. De poliep komt uit het geslacht Clytia. Clytia multidentata werd in 1938 voor het eerst wetenschappelijk beschreven door Fraser. 